# Franz Soronics
Franz Soronics (* 28. Juli 1920 in Eisenstadt; † 25. Mai 2009 ebenda) war ein österreichischer Politiker (ÖVP).

## Leben
Soronics war Sohn einer Arbeiterfamilie. Nach der Volks- und Hauptschule besuchte er von 1935 bis 1937 die zweijährige Handelsschule in Eisenstadt. Im Jahr 1938 in den Dienst der burgenländischen Landesregierung ein. Im Jahr 1939 wurde er zum Dienst in der deutschen Wehrmacht eingezogen und u. a. an der Ostfront eingesetzt. Vor Stalingrad wurde er im Jahr 1943 verwundet. Bei Kriegsende war er in britischer Kriegsgefangenschaft, aus der er 1946 wieder nach Österreich zurückkehrte. Er trat wieder in den Landesdienst ein. Gleichzeitig legte er die Mittelschulprüfung an einem Gymnasium ab. Im Jahr legte er 1948 die Prüfung in Staatsverrechnung ab.
Soronics wurde dann 1950 als „ÖAAB-Mann“ Stadtrat von Eisenstadt. Von 1956 bis Juni 1959 war er Mitglied des Bundesrats und wechselte anschließend in den Nationalrat, dem er bis 1971 angehörte.
Unter Bundeskanzler Alfons Gorbach wurde Soronics 1963 Staatssekretär im Bundesministerium für Inneres und nach dem Wahlsieg der ÖVP 1966 Staatssekretär im Bundesministerium für soziale Verwaltung. Von 1968 bis 1970 war er Bundesminister für Inneres.
Nach dem Wahlverlust der ÖVP im Jahr 1970 ging Soronics wieder in die Burgenländische Landespolitik, wo er zuerst Mitglied der Burgenländischen Landesregierung und 1972 der Stellvertreter von Landeshauptmann Theodor Kery wurde. Er war als Konsenspolitiker bekannt und hatte zu Kery ein gutes Einvernehmen. Es gelang ihm aber nicht, die absolute Mehrheit der SPÖ im Burgenland zu brechen.